# Flor de Cacao
Flor de Cacao är en ort i Mexiko.   Den ligger i kommunen Benemérito de las Américas och delstaten Chiapas, i den sydöstra delen av landet, 1 000 km öster om huvudstaden Mexico City. Flor de Cacao ligger 133 meter över havet och antalet invånare är 1 655.
Terrängen runt Flor de Cacao är platt. Runt Flor de Cacao är det ganska glesbefolkat, med 25 invånare per kvadratkilometer. Flor de Cacao är det största samhället i trakten. Omgivningarna runt Flor de Cacao är en mosaik av jordbruksmark och naturlig växtlighet.